# Andrena minutissima
Andrena minutissima är en biart som beskrevs av Osytshnjuk 1995. Andrena minutissima ingår i släktet sandbin, och familjen grävbin. Inga underarter finns listade i Catalogue of Life.